# New Tales from the Borderlands
New Tales from the Borderlands è un videogioco d'avventura del 2022 sviluppato da Gearbox Software e pubblicato da 2K Games per PlayStation 4, PlayStation 5, Xbox One, Xbox Series X e Series S, Nintendo Switch e Microsoft Windows. Spin-off della serie Borderlands, è il sequel di Tales from the Borderlands.